# Lenka Dusilová
Lenka Dusilová (Karlovy Vary, 28 dicembre 1975) è una cantante ceca.

## Biografia
Dusilová ha vinto il suo primo premio come cantante dell'anno ai Ceny Anděl grazie al successo riscontrato dall'album in studio di debutto eponimo, uscito nel 2000. Anche il disco successivo Spatřit světlo světa ha riscosso una popolarità analoga, debuttando al 10º posto nella graduatoria LP nazionale e venendo ricompensato con una nomination ai Ceny Anděl. Mezi světy, che si è posizionato nella top twenty della CZ Albums, le ha permesso di conseguire un ulteriore riconoscimento ai Ceny Anděl 2005.
Nel 2011, dopo circa sei anni di assenza sulla scena musicale, è ritornata col quinto disco Baromantika, fermatosi all'interno della top five ceca. Řeka, pubblicato nel 2020, ha esordito in 7ª posizione nella stessa classifica, fruttandole tre statuette all'equivalente nazionale dei Grammy Award.

## Discografia

### Album in studio
- 2000 – Lenka Dusilová
- 2003 – Spatřit světlo světa
- 2004 – UnEarthEd
- 2005 – Mezi světy
- 2011 – Baromantika
- 2014 – V hodině smrti (con Baromantika)
- 2020 – Řeka

### Album dal vivo
- 2013 – Live at Café V Lese (con Baromantika)

### Singoli
- 2022 – Slovo (con Vojtěch Dyk)
- 2023 – Tmání
- 2023 – Maria
- 2024 – Dialog_1: Vdechni mi život (con Kvietah)